# Kiyoshi Uematsu
Kiyoshi Uematsu Treviño (* 10. Juli 1978 in Santurtzi) ist ein ehemaliger spanischer Judoka. Er war Europameister 2004 und Weltmeisterschaftsdritter 2005.

## Sportliche Karriere
Kiyoshi Uematsu kämpfte bis 2000 im Halbleichtgewicht, der Gewichtsklasse bis 65 Kilogramm, ab 1998 bis 66 Kilogramm. 1996 war er Zweiter der Juniorenweltmeisterschaften und Junioreneuropameister, 1997 erhielt er die Bronzemedaille bei den Junioreneuropameisterschaften. 1998 und 1999 gewann er seine ersten beiden spanischen Meistertitel. Beim Tournoi de Paris erreichte er 1999 das Finale und unterlag dann dem Japaner Yukimasa Nakamura. Bei den Europameisterschaften in Bratislava unterlag er im Achtelfinale dem Georgier Giorgi Rewasischwili und schied dann in der Hoffnungsrunde aus. Viereinhalb Monate später verlor Uematsu bei den Weltmeisterschaften 1999 in Birmingham im Sechzehntelfinale gegen den Südkoreaner Han Ji-hwan, kämpfte sich aber in der Hoffnungsrunde auf den siebten Platz vor. Bei den Olympischen Spielen 2000 in Sydney gewann Uematsu seine ersten zwei Kämpfe und unterlag im Viertelfinale dem Franzosen Larbi Benboudaoud. In der Hoffnungsrunde schied Uematsu gegen Han Ji-hwan aus.
2001 wechselte Kiyoshi Uematsu ins Leichtgewicht, die Gewichtsklasse bis 73 Kilogramm. 2002 gewann er seinen ersten spanischen Meistertitel in dieser Gewichtsklasse, weitere folgten 2005, 2006, 2007 und 2009. Bei den Europameisterschaften 2002 unterlag er im Viertelfinale dem Georgier Dawit Kewchischwili, Uematsu belegte letztlich den siebten Rang. Ein Jahr später bei den Europameisterschaften in Düsseldorf erreichte Uematsu mit einem Sieg über den Franzosen Christophe Massina das Finale, dort unterlag er dem Ukrainer Hennadij Bilodid. Bei den Weltmeisterschaften 2003 in Osaka schied Uematsu im Sechzehntelfinale gegen den Japaner Yusuke Kanamaru aus. Im Mai 2004 fanden die Europameisterschaften in Bukarest statt. Uematsu gewann im Halbfinale gegen den Italiener Francesco Bruyere und im Finale gegen den Israeli Yoel Razvozov. Drei Monate später bei den Olympischen Spielen in Athen unterlag Uematsu in seinem Auftaktkampf dem Brasilianer Leandro Guilheiro in der Verlängerung durch einen Golden Score.
Im Juni 2005 siegte Uematsu bei den Mittelmeerspielen in Almeria, wobei er im Finale den Türken Sezer Huysuz bezwang. Zwei Monate später bei den Weltmeisterschaften 2005 in Kairo verlor Uematsu im Viertelfinale gegen Francesco Bruyere. Mit zwei Siegen in der Hoffnungsrunde erreichte er den Kampf um Bronze und gewann diesen schließlich gegen den Rumänen Claudiu Baștea. 2006 und 2007 erreichte Uematsu bei internationalen Meisterschaften keine vorderen Plätze. 2008 bei den Europameisterschaften in Lissabon bezwang er im Halbfinale den Georgier Dawit Kewchischwili. Im Finale unterlag er dem Belgier Dirk Van Tichelt. Für die Qualifikation zu den Olympischen Spielen 2008 reichte dieser Gewinn der Silbermedaille nicht aus.
2009 gewann Kiyoshi Uematsu eine Bronzemedaille bei den Mittelmeerspielen in Pescara. Anderthalb Monate später belegte er den siebten Platz bei den Weltmeisterschaften in Rotterdam, nachdem er im Viertelfinale gegen Dirk Van Tichelt unterlegen war. 2010 unterlag er bei den Weltmeisterschaften in Tokio in der zweiten Runde. Bei den Europameisterschaften 2011 unterlag er im Viertelfinale dem Franzosen Benjamin Darbelet und belegte nach der Hoffnungsrunde den siebten Platz. Vier Monate später gewann Uematsu seine ersten beiden Kämpfe bei den Weltmeisterschaften in Paris und schied im Sechzehntelfinale gegen den Japaner Hiroyuki Akimoto aus. 2012 unterlag er im Sechzehntelfinale der Europameisterschaften in Tscheljabinsk dem Esten Kunter Rothberg. Ebenfalls im Sechzehntelfinale schied Uematsu bei den Olympischen Spielen in London gegen den späteren Olympiasieger Mansur Issajew aus.
Kiyoshi Uematsu war noch bis 2016 aktiv, erreichte aber bei internationalen Meisterschaften keine vorderen Platzierungen mehr. Bei den Judo-Europameisterschaften 2014 und bei den Europaspielen 2015 erreichte er als bestes Ergebnis jeweils das Achtelfinale.
Kiyoshis Bruder Kenji Uematsu war ebenfalls ein erfolgreicher spanischer Judoka, er kämpfte im Superleichtgewicht.